# Brühl von Merkers
Die Wiesen des Brühl von Merkers im westthüringischen Wartburgkreis wurden im Januar 2014 zum Naturschutzgebiet erklärt, mit dem Ziel, die von periodischen Überschwemmungen geprägte Kulturlandschaft in ihrer Weiträumigkeit zu erhalten und naturnahe Entwicklungen zuzulassen. Die Flächen, die zum Lebensraum für seltene Arten geworden sind, sollten mit der Unterschutzstellung langfristig gesichert werden. Vor allem für eine Vielzahl von Vogelarten ist es als Nahrungs-, Brut- und Rastplatz sowie als Durchzugsgebiet landesweit bedeutsam. Das Naturschutzgebiet ist eine von mehreren Teilflächen des Fauna-Flora-Habitat-Gebiets „Werra bis Treffurt mit Zuflüssen“ und des Europäischen Vogelschutzgebiets „Werra-Aue zwischen Breitungen und Creuzburg“.

## Lage
Der geschützte Bereich erstreckt sich entlang der Werra und wird im Nordwesten durch den 428,3 Meter hohen, kegelförmigen Krayenberg, im Osten durch das Ortsgebiet der Gemeinde Tiefenort und im Süden und im Südwesten durch eine stillgelegte Bahnlinie begrenzt. Administrativ gehören die Flächen zu den Gemarkungen von Kieselbach und Merkers der Krayenberggemeinde und Tiefenort, einem Ortsteil der Stadt Bad Salzungen. In der naturräumlichen Gliederung Deutschlands, die auf der Geografischen Landesaufnahme des Instituts für Landeskunde Bad Godesberg basiert, wird die Werraaue mit dem Naturschutzgebiet dem Salzunger Becken (359.10) zugeordnet, das nach Norden in das Frauenseer Hügelland (359.2) und nach Süden in das Stadtlengsfelder Hügelland (359.0) übergeht. Sie gehören zum Salzunger Werrabergland (359) in der Haupteinheitengruppe des Osthessischen Berglands (35). Das innerthüringische, nur landesweit einteilenden System der Landesanstalt für Umwelt und Geologie (TLUG) ordnet das Naturschutzgebiet der Werraaue Meiningen-Vacha (6.7) zu, das den Naturraum des Bad Salzunger Buntsandsteinlands (2.7) durchquert.

## Schutzgebiet
Der geschützte Bereich besteht aus weiträumigen Wiesen mit frischen bis feuchten Böden, in denen Staudenfluren, Gebüsche, Großseggenriede und Schilfbestände, sowie ein Netz von zeitweilig oder ständig wasserführenden Gräben vorhanden sind. Die Werra, die das Gebiet durchfließt, überschwemmt periodisch die Flächen und besitzt in diesem Abschnitt noch eine relativ naturnahe Uferausbildung. Im Hinblick auf die Umsetzung der Fauna-Flora-Habitat-Richtlinie der Europäischen Union (EU) besitzt das Naturschutzgebiet „Lebensräume von gemeinschaftlichem Interesse“, für deren Erhaltung besondere Schutzgebiete ausgewiesen werden müssen. Dazu gehören die im Brühl vorkommenden Lebensraumtypen (LRT) Natürliche nährstoffreiche Stillgewässer einschließlich ihrer Vegetation (LRT 3150), Fließgewässer mit üppiger Wasservegetation (LRT 3260), Flüsse mit Schlammbänken (LRT 3270), Feuchte Hochstaudenfluren (LRT 6430), Extensive Mähwiesen des Flach- und Hügellandes (LRT 6510) sowie der prioritäre Lebensraumtyp Auenwälder mit Erle, Esche und Weide (LRT 91EO*) mit besonders strengen Schutzvorschriften.

## Fauna
Das Gebiet bietet einer Vielzahl von Vogelarten ein attraktives Umfeld. Die großflächigen, extensiv genutzten Grünlandflächen mit ihren feuchten Bereichen gelten landesweit als wichtiger Lebensraum für gefährdete Vögel, die die Werraaue als Brut- und Nahrungshabitat oder als Rastplatz beim Durchzug nutzen. Zu den besonders schutzwürdigen Arten, die im Brühl von Merkers beobachtet wurden, zählen: Blaukehlchen (Luscinia svecica), Eisvogel (Alcedo atthis), Grauspecht (Picus canus), Kranich (Grus grus), Löffler (Platalea jeucorodia), Neuntöter (Lanius collurio), Rohrweihe (Circus aeruginosus), Rotmilan (Milvus milvus), Schwarzspecht (Dryocopus martius), Tüpfelsumpfhuhn (Porzana porzana), Wachtelkönig (Crex crex), Weißstorch (Ciconia ciconia) und Wespenbussard (Pernis apivorus). Sie gehören zu den im Anhang I der Vogelschutzrichtlinie aufgeführten Vogelarten, die wegen geringer Bestände, kleiner Verbreitungsgebiete oder ihrer speziellen Habitatsansprüche als vom Aussterben bedroht gelten. Für sie sind, nach der Europäischen Vogelschutzrichtlinie, die Mitgliedstaaten der Europäischen Union zur Einrichtung von besonderen Schutzgebieten verpflichtet, um die wildlebenden heimischen Vogelarten in ihrem Bestand dauerhaft zu erhalten.
Von Bedeutung sind ebenfalls die Nachweise von Gelbbauchunke (Bombina variegata), Dunklem Wiesenknopf-Ameisenbläuling (Maculinea nausithous), Bechsteinfledermaus (Myotis bechsteinii), Großem Mausohr (Myotis myotis) und Fischotter (Lutra lutra). Sie werden im Anhang II der FFH-Richtlinie genannt und zählen zu den Arten die selten geworden sind und für die wegen ihrer Gefährdungssituation eine besondere Verantwortung besteht. Ihre Habitate sind neben den in Anhang I genannten Lebensraumtypen die wesentlichen Bestandteile des europaweiten Netzes von Schutzgebieten Natura 2000, das die Erhaltung gefährdeter oder typischer Lebensräume und Arten zum Ziel hat.

## Unterschutzstellung
- Naturschutzgebiet

Mit der Thüringer Verordnung über das Naturschutzgebiet „Brühl von Merkers“ vom 13. Januar 2014 wurde der sich entlang der Werra erstreckende Auenbereich zwischen den Orten Kieselbach, Merkers und Tiefenort als Naturschutzgebiet geschützt, um nachteiligen Veränderungen und unnötigen Störungen fernzuhalten und um die Eigenart des Gebietes mit den vorhandenen Lebensgemeinschaften zu bewahren. Das 175,6 Hektar große Naturschutzgebiet hat die thüringeninterne Kennung 223 und den WDPA-Code 555588708.
- Fauna-Flora-Habitat-Gebiet

Das Naturschutzgebiet liegt fast vollständig in dem FFH-Gebiet „Werra bis Treffurt mit Zuflüssen“, das im Juli 2008 in das länderübergreifende System besonderer Schutzgebiete Natura 2000 aufgenommen wurde. Der geschützte Bereich, der den Flusslauf der Werra mit einigen ihrer Nebengewässer und angrenzende Lebensraumkomplexe umfasst, erstreckt sich von den Quellbereichen im Thüringer Schiefergebirge bis zur Landesgrenze zu Hessen im Unteren Werrabergland. Zu den Zielen gehören, neben anderen, die naturnahen Abschnitte der Werra mit den größten Populationen der Westgroppe und des Bachneunauges in Thüringen sowie die Auslaugungsseen, Altarme und andere Gewässer, die extensiven Mähwiesen und eine Binnensalzstelle zu erhalten oder gegebenenfalls wiederherzustellen. Das FFH-Gebiet „Werra bis Treffurt mit Zuflüssen“, das eine Größe von 2.260 Hektar besitzt, hat in Thüringen die Kennung 111, die europäische Gebietsnummer 5328-305 und den WDPA-Code 555520705.
- Vogelschutzgebiet

Die Wiesen des Brühl liegen ebenfalls vollständig im Vogelschutzgebiet „Werra-Aue zwischen Breitungen und Creuzburg“, das sich mit mehreren, räumlich getrennten Teilbereichen im Tal der Werra zwischen Breitungen im Landkreis Schmalkalden-Meiningen und Creuzburg im Wartburgkreis erstreckt. Das Europäische Vogelschutzgebiet, englisch Special Protection Area (SPA) genannt, besitzt eine Größe von 2.578 Hektar, hat die thüringeninterne Kennung SPA 18, die europäische Gebietsnummer 5127-401 und den WDPA-Code 555537614.